# Meister von Werden

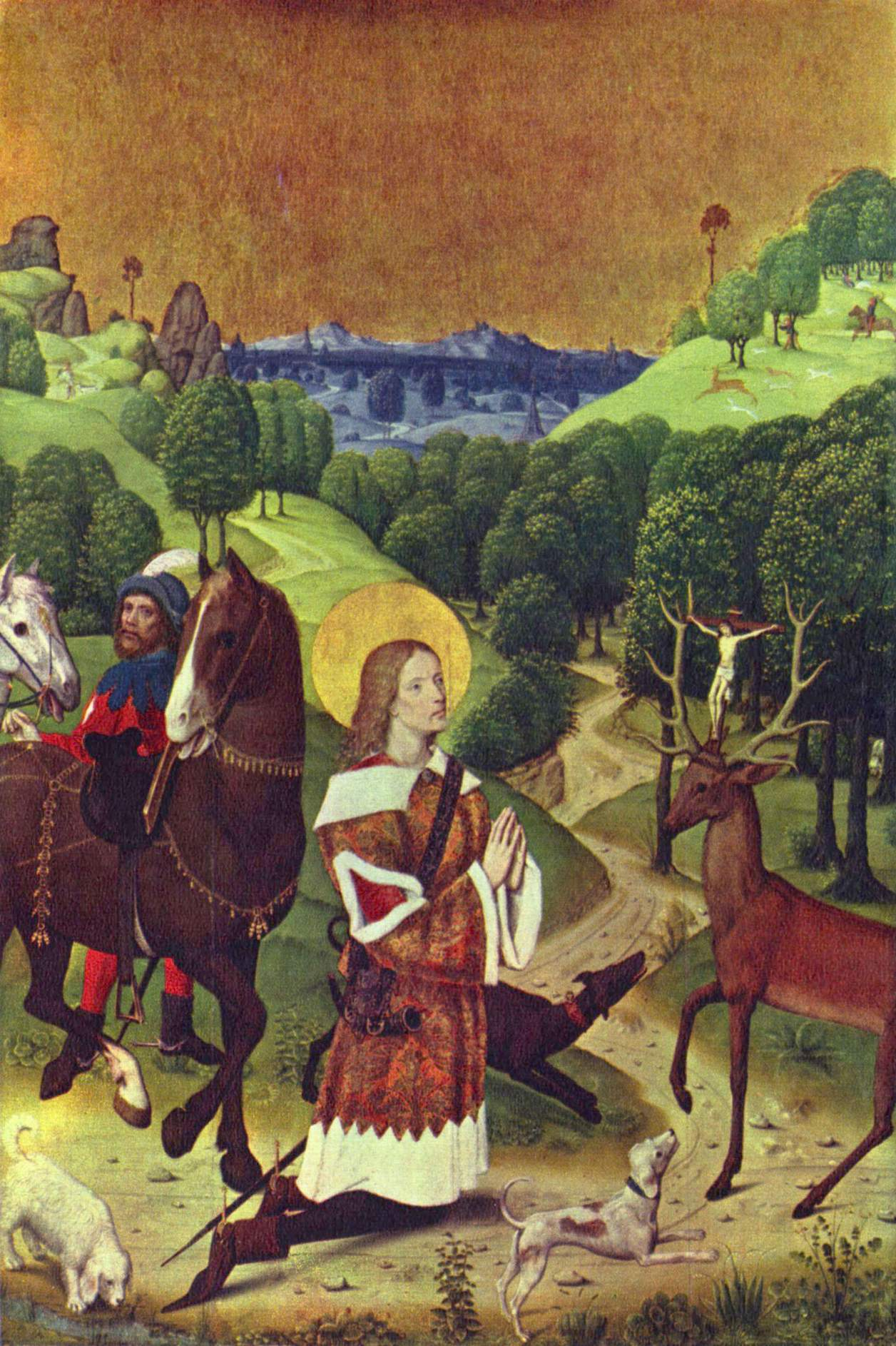
Meister von Werden: Die Bekehrung des hl. Hubertus, um 1485–1490.

Als Meister von Werden wird der spätgotische Maler eines Retabels für das Kloster Werden bezeichnet.

## Werk
In der National Gallery in London sind zwei Flügel des Altarretabels aus Kloster Werden (um 1485/90; Öl auf Eiche; 123 × 83,2 cm) erhalten. Sie waren dort früher unter Meister von Werden verzeichnet, werden aber heute vom Museum unter der Zuschreibung „Werkstatt des Meisters des Marienlebens“ geführt. Sie zeigen insgesamt acht Heilige und zwei Szenen aus dem Leben des hl. Hubertus:
- die Bekehrung des hl. Hubertus (Inv. Nr. NG252),[3]
  - hll. Augustinus, Ludger, Hubertus und Gereon (Inv. Nr. NG251),[4]
- die Messe des hl. Hubertus (Inv. Nr. NG253),[5][6]
  - hll. Hieronymus, Benedikt, Ägidius und Romuald (Inv. Nr. NG250).[7]

Die Tafel mit der Bekehrung des hl. Hubertus zeigt die Überlieferung, nach der der heilige Hubertus am Karfreitag bei der Begegnung mit einem Hirsch, der ein Kruzifix in seinem Geweih trug, bekehrt wurde. Das Bild des Meisters von Werden ist das bekannteste einer Reihe von Werken auch anderer Maler zu dieser im 14. Jahrhundert aufgekommenen Heiligengeschichte zum Patron der Jagd. Die Ausstattung des Jägers sowie die genaue Darstellung zeitgenössischer höfischer Kleidung in dem Bild des Meisters finden in der Kunstgeschichte oftmals Beachtung.
Der Meister des Werdener Retabels wird teilweise als eigenständige Künstlerperson anerkannt, steht aber stilistisch dem Meister des Marienlebens wie auch dem Meister der Lyversberger Passion, zwei Protagonisten der Kölner Malerei der zweiten Hälfte des 15. Jahrhunderts, sehr nahe. Die Tafeln wurden auch als eigenhändige Arbeit des Meisters des Bonner Diptychons eingeschätzt.